# Кравченко Андрій Сергійович
Кравченко Андрій Сергійович  (біл. Андрэй Краўчанка, 4 січня 1986) — білоруський легкоатлет, олімпійський медаліст.

## Виступи на Олімпіадах
| Олімпіада  | Дисципліна    | Місце |
| ---------- | ------------- | ----- |
| Пекін 2008 | десятиборство | 2     |

## Політична позиція
18 серпня 2020 року підписав відкритий лист представників спортивної індустрії Республіки Білорусь з вимогою визнати вибори президента Білорусі, що відбулися 9 серпня 2020 року, недійсними.
У листопаді 2020 року Кравченка було затримано на післявиборчих протестах та заарештовано на 10 діб. Його звільнили та відрахували зі збірної.
Після інциденту з Крістіною Тімановською на Олімпіаді в Токіо Кравченко та його дружина, легкоатлетка Яна Максимова, вирішили не повертатися до Білорусі з Німеччини.